# 山木戸 (新潟市)
- 日本 > 新潟県 > 新潟市 > 東区 (新潟市) > 山木戸 (新潟市)
- 日本 > 新潟県 > 新潟市 > 中央区 (新潟市) > 山木戸 (新潟市)

山木戸（やまきど）は、新潟県新潟市東区及び中央区の町字。現行行政地名は山木戸一丁目から山木戸八丁目と大字山木戸。なお、中央区は大字山木戸のみ。住居表示は一丁目から八丁目が実施済み区域、大字は未実施区域。郵便番号は950-0871。

## 概要
1943年（昭和18年）から現在の大字。及び1981年（昭和56年）から現在の町名。栗ノ木川右岸に位置する。
もとは1889年（明治22年）から1953年（昭和28年）まであった大字鴉俣の区域の一部。江戸時代から1877年（明治10年）まで存在し、1877年（明治10年）に鴉俣村の一部となった山木戸新田（山木戸村）がある。
1943年（昭和18年）に鴉俣から分立。沼垂町に近く、工場の進出が著しいことから人口が増加した。

### 隣接する町字
北から東回り順に、以下の町字と隣接する。
- 榎
- 下木戸
- 牡丹山
- 中山
- 本馬越
- 榎町

※栗ノ木川を挟んで日の出と隣接。

## 歴史
- 1877年（明治10年）3月15日 : 合併により山木戸新田が鴉俣村の一部となる。
- 1889年（明治22年）4月1日 : 合併により鴉俣村が木戸村の大字となる。
- 1901年（明治34年）11月1日 : 合併により鴉俣が石山村の大字となる。
- 1905年（明治38年） : 鴉俣が鴉又に改称する。
- 1943年（昭和18年） : 鴉又から分立。
  - 5月3日 : 合併により新潟市の大字となる。
- 2007年（平成19年）4月1日 : 新潟市の政令指定都市移行により、東区及び中央区の大字となる。

## 世帯数と人口
2018年（平成30年）1月31日現在の世帯数と人口は以下の通りである。
| 区   | 丁目         | 世帯数    | 人口    |
| ---- | ------------ | --------- | ------- |
| 東区 | 山木戸一丁目 | 359世帯   | 868人   |
| 東区 | 山木戸二丁目 | 193世帯   | 411人   |
| 東区 | 山木戸三丁目 | 386世帯   | 777人   |
| 東区 | 山木戸四丁目 | 347世帯   | 737人   |
| 東区 | 山木戸五丁目 | 387世帯   | 866人   |
| 東区 | 山木戸六丁目 | 288世帯   | 619人   |
| 東区 | 山木戸七丁目 | 43世帯    | 86人    |
| 東区 | 山木戸八丁目 | 82世帯    | 178人   |
| 計   | 計           | 2,085世帯 | 4,542人 |

## 小・中学校の学区
市立小・中学校に通う場合、学区は以下の通りとなる。
| 区   | 大字・丁目   | 番地 | 小学校             | 中学校               |
| ---- | ------------ | ---- | ------------------ | -------------------- |
| 東区 | 山木戸       | 全域 | 新潟市立木戸小学校 | 新潟市立東新潟中学校 |
| 東区 | 山木戸一丁目 | 全域 | 新潟市立沼垂小学校 | 新潟市立東新潟中学校 |
| 東区 | 山木戸二丁目 | 全域 | 新潟市立木戸小学校 | 新潟市立東新潟中学校 |
| 東区 | 山木戸三丁目 | 全域 | 新潟市立木戸小学校 | 新潟市立東新潟中学校 |
| 東区 | 山木戸四丁目 | 全域 | 新潟市立木戸小学校 | 新潟市立東新潟中学校 |
| 東区 | 山木戸五丁目 | 全域 | 新潟市立木戸小学校 | 新潟市立東新潟中学校 |
| 東区 | 山木戸六丁目 | 全域 | 新潟市立木戸小学校 | 新潟市立東新潟中学校 |
| 東区 | 山木戸七丁目 | 全域 | 新潟市立木戸小学校 | 新潟市立東新潟中学校 |
| 東区 | 山木戸八丁目 | 全域 | 新潟市立木戸小学校 | 新潟市立東新潟中学校 |

## 主な企業・施設
- 新潟市立東新潟中学校
- 新潟市消防局 新潟市東消防署
- 東新潟自動車学校

## 交通

### 道路
- 新潟県道3号新潟新発田村上線